# Nụ hôn anh em chủ nghĩa xã hội

Erich Honecker và Leonid Brezhnev thể hiện nụ hôn anh em chủ nghĩa xã hội năm 1979.

Nụ hôn anh em chủ nghĩa xã hội hoặc cái ôm anh em chủ nghĩa xã hội là lời chào mừng đặc biệt giữa các chính khách của các nước Cộng sản. Hành động này thể hiện sự mối quan hệ đặc biệt hiện hữu giữa các nước xã hội chủ nghĩa.
Nụ hôn anh em chủ nghĩa xã hội bao gồm một cái ôm, kết hợp lần lượt 3 nụ hôn vào má. Trong trường hợp hiếm hoi, khi 2 lãnh đạo coi mối quan hệ đặc biệt gần gũi, nụ hôn xảy ra trên miệng thay vì má theo truyền thống.
Cái ôm anh em chủ nghĩa xã hội bao gồm ba cái ôm xen kẽ trái phải mà không cần hôn. Lời chào này được các lãnh đạo Cộng sản châu Á thừa nhận, và thường không hôn theo truyền thống. Trong thời gian chiến tranh Lạnh, các lãnh đạo Cộng sản châu Á chấp nhận nụ hôn của chính khách Cộng sản châu Âu và Cuba nhưng lại bỏ qua nụ hôn khi tiếp xúc cùng khu vực với nhau, trừ một số trường hợp nhất định xảy ra.
Kể từ khi Đông Âu sụp đổ nụ hôn anh em chủ nghĩa xã hội bị loại bỏ. Tuy nhiên cái ôm anh em chủ nghĩa xã hội vẫn tồn tại giữa các chính khách Cộng sản châu Á, Cuba với nhau. Trong một số trường hợp cái ôm cũng xảy ra khi 2 lãnh đạo 2 nước thân thiết với nhau.

## Lịch sử
Nụ hôn má được bắt nguồn từ văn hóa phương Tây là lời chào hỏi giữa các thành viên trong gia đình hoặc bạn bè thân thiết. Nó cũng liên quan đến nụ hôn trong lễ phục sinh của Giáo hội chính thống.
Nụ hôn anh em chủ nghĩa xã hội là biểu tượng của sự bình đẳng, tình anh em và tình đoàn kết, ngoài ra nó còn biểu đạt tình cảm và sự nhiệt tình trong các phong trào công nhân cuối thế kỷ XIX. Trong những năm sau Cách mạng tháng 10 và Quốc tế Cộng sản, nó trở thành nghi thức chào hỏi giữa các đồng chí Cộng sản với nhau. Biểu tượng sự thân thiết sâu sắc được củng cố giữa chủ nghĩa Cộng sản và chủ nghĩa xã hội trong thời gian Nga Bolshevik bị cô lập. Bằng cách vòng tay ôm và hôn tình đoàn kết quốc tế được thể hiện trong thời gian khó khăn.
Lãnh đạo chủ nghĩa xã hội của các phong trào giải phóng, như Tổ chức Giải phóng Palestine và Đại hội Dân tộc Phi cũng thường chào hỏi bằng nụ hôn anh em khi chào đón các lãnh đạo các nước Cộng sản.

## Kremlinology
Một số nhà nghiên cứu và phân tích chính trị, chính sách của Nga (Kremlinology) nghiên cứu về Liên Xô cho rằng nụ hôn và cái ôm chỉ xảy ra giữa các lãnh đạo Cộng sản với nhau. Còn cái bắt tay xuất hiện khi mối quan hệ 2 nước xuống thấp không thân thiết nữa.
Trong mối quan hệ chia rẽ Trung-Xô, các lãnh đạo Trung Quốc chỉ bắt tay với các lãnh đạo Liên Xô kể cả khi 2 nước đã bình thường hóa quan hệ ngoại giao năm 1989. Trong khi đó lãnh đạo Trung Quốc thường xuyên trao đổi cái ôm anh em với lãnh đạo các nước cộng sản khác.
Trong một số trường hợp để tránh gây cảm giác căng thẳng trong quan hệ với nhau, các lãnh đạo vẫn thể hiện cái ôm anh em. Trong trường hợp tranh chấp Việt Nam-Trung Quốc về vấn đề biển đảo, lãnh đạo 2 nước vẫn thể hiện cái ôm anh em với nhau mặc dù không thường xuyên.

## Hôn má
Nụ hôn anh em chủ nghĩa xã hội thường bị nhầm lẫn với hành động hôn má bình thường giữa các lãnh đạo quốc gia với nhau. Ví dụ: Theo truyền thống Tổng thống Pháp thường hôn vào mà 2 lần khi đón tiếp lãnh đạo các nước. Đây không phải nụ hôn anh em chủ nghĩa xã hội và thường những người theo chủ nghĩa Gaulle và Chủ tịch Đảng xã hội Pháp thực hiện.

## Trong văn hóa

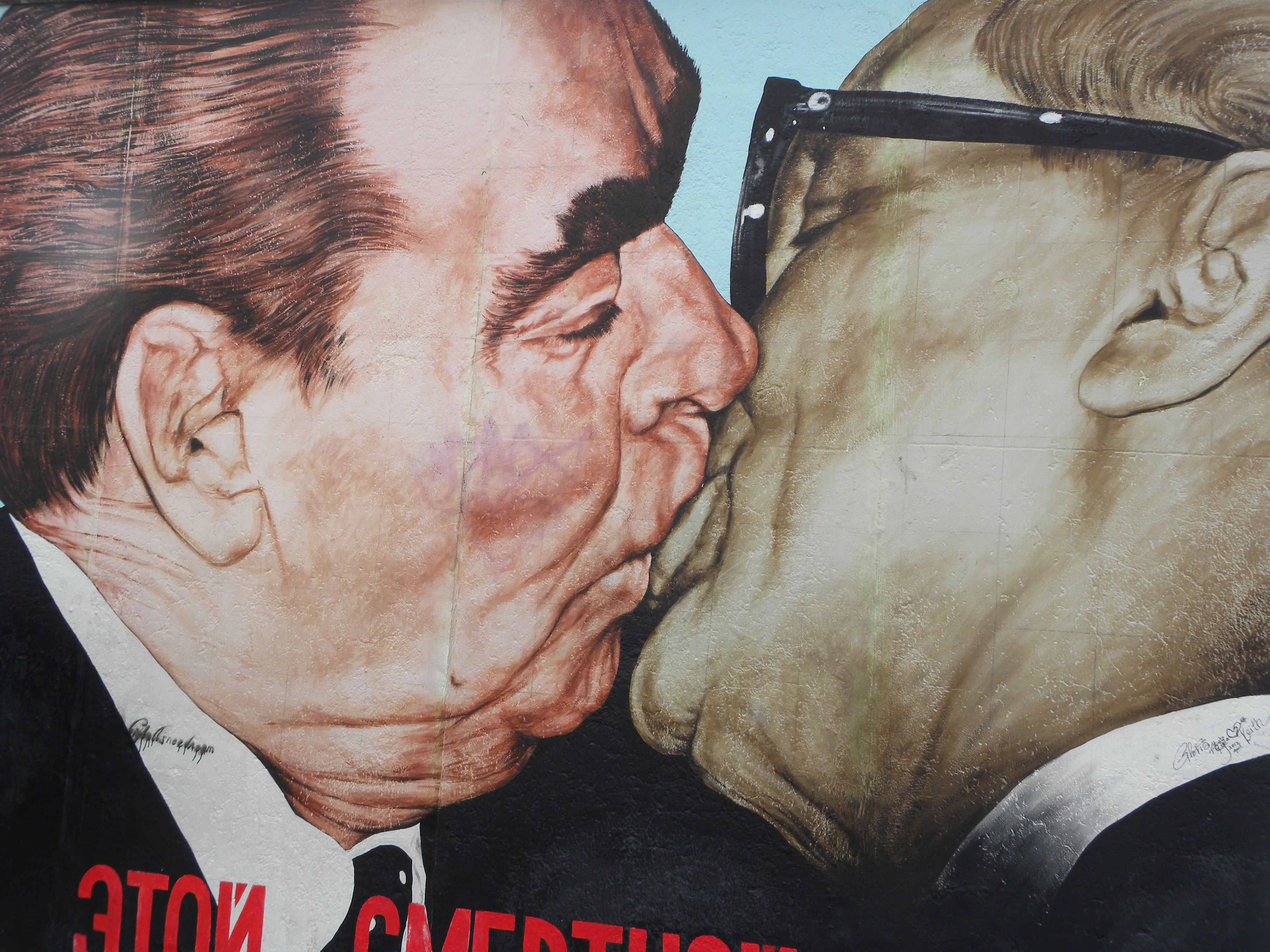
Honecker - Brezhnev

Nụ hôn anh em chủ nghĩa xã hội giữa Erich Honecker và Leonid Brezhnev trở nên nổi tiếng khi thể hiện bằng cách hôn môi trong nghi lễ ngoại giao, và đã được vẽ trên bức tường Berlin theo thể thức graffiti. Bức tranh ấy có tên là "Ôi chúa, hãy giúp tôi sống sót qua tình yêu chết người này", bức tranh được vẽ năm 1990 và phục hồi lại năm 2009.